# Manas
Manas (giản thể: 玛纳斯县; phồn thể: 瑪納斯縣; bính âm: Mǎnàsī Xiàn, Hán Việt: Mã Nạp Tư huyện; Uyghur: ماناس ناھىيىسى‎, ULY: Manas Nahiyisi, UPNY: Manas Nah̡iyisi?) là một huyện của Châu tự trị dân tộc Hồi Xương Cát, khu tự trị Tân Cương, Trung Quốc. Huyện lị là trấn Manas (玛纳斯), nằm bên bờ sông Manas, phía đông của Thạch Hà Tử.

### Trấn
| - Mã Nạp Tư (玛纳斯镇) - Nhạc Thổ Dịch (乐土驿镇) - Bao Gia Điếm (包家店镇) - Lương Châu Hộ (凉州户镇) | - Bắc Ngũ Xá (北五岔镇) - Lục Hộ Địa (六户地镇) - Lan Châu Loan (兰州湾镇) |

### Hương
- Quảng Đông Địa (广东地乡)

### Hương dân tộc
- Hương dân tộc Kazakh - Thanh Thủy Hà (清水河哈萨克族乡)
- Hương dân tộc Kazakh - Tháp Tây Hà (塔西河哈萨克族乡)
- Hương dân tộc Kazakh - Hạn Khải Tử Than (旱卡子滩哈萨克族乡)